# 十二夜の晩餐
『十二夜の晩餐』（じゅうにやのばんさん、蘭: Het Driekoningenfeest、英: The Twelfth Night Feast）は、オランダ黄金時代の画家ヤン・ステーンが1662年にキャンバス上に油彩で制作した風俗画である。作品は、17世紀から19世紀初頭までレイデンの家族が所有していたが、その後、オランダ国内外の所有者の手を経て、1954年、最終的に米国のボストン美術館に購入された。画面中央のベンチにの上に、ヤンの「J」とステーンの「S」が組み合わされて、「JSteen / 1662」という署名と年記がある。

## 作品
作品は、クリスマスの終わりと公現祭の始まりを表す1月6日の十二夜の祝宴を描いている。この日は、東方三博士が生まれたばかりのイエス・キリストに敬意を示すためにベツレヘムの厩にやってきた日に当たる。こうした祭りや他のカトリックの祝日に参加することは、プロテスタントのオランダでは非難されたが、多くの市民は家庭で様々な飾りつけをし、このような行事を守り続けた。この作品は元々、レイデンのカトリック教徒の家族に所有されていたものである。
この作品で、ステーンは、彼の典型的な様式で富裕なオランダの家庭における祝宴を描いている。子供たちは、卵の殻の散乱する床で東方三博士を象徴する3本のロウソクを跳び越す遊びに興じている。一方、テーブルでは、浮かれ騒ぐ大人たちの間で、くじで王様に選ばれて、紙の冠を着けている赤ん坊に、1人の少年がワッフルを一口与えている。画面左側の背後では、召使が戸口から戸口を歩いて回る「祝歌を歌う人たち」に応対している。浮かれ騒ぐ人々はそれぞれ個性的に表されているが、全体を統一しているのはテーブルから拡がる光 (光源は見えない) である。